# ブライアン・デ・パルマ
ブライアン・デ・パルマ（Brian De Palma、1940年9月11日 - ）は、アメリカ合衆国の映画監督。
ニュージャージー州ニューアーク出身。第19回ベルリン国際映画祭銀熊賞、第64回ヴェネツィア国際映画祭銀獅子賞などを受賞。ゴールデンラズベリー賞に5回ノミネート。本名はブライアン・ラッセル・デパルマ（Brian Russell DePalma）。ブライアン・デ・パーマやブライアン・ディ・パーマと表記することもある。元妻は女優のナンシー・アレン、プロデューサーのゲイル・アン・ハード。義娘は女優・モデルのウィラ・ホランド。

## 経歴
イタリア系の外科医の家庭の三男として生まれる。幼少の頃、父の仕事の都合でペンシルベニア州フィラデルフィアに移住。小中高とクエーカー系の私立学校に通っていたが、一家の宗教的なバックグラウンドはカトリックであり、イタリア語を話す祖父母と共に教会へ通っていた。少年時代は数学や工学に情熱を注ぎ、科学博などで論文が高い評価を受ける一方で、父親の職場に出入りし手術を目の当たりにして血への免疫を培ったという。高校卒業後はコロンビア大学で物理を学んでいたが、在学中に『市民ケーン』『めまい』に衝撃を受け、専攻を映画に変える。
コロンビア大学卒業後、ユニバーサル・ピクチャーズから奨学金を得てサラ・ローレンス大学修士課程に進む。短編『Wotons Wake』がローゼンタール基金賞を受賞したことに自信をつけ、1963年に長編『御婚礼/ザ・ウェディング・パーティ』の撮影を開始（完成は1967年。公開は1969年）。1964年に修士課程を修了した後は、ニューヨークを拠点に短編やドキュメンタリーを製作。1966年、ニューヨーク近代美術館の展示会のオープニング用に作られたドキュメンタリー映画『The Responsive Eye』が興行的に成功。1968年、徴兵拒否の実体験を基にしたロバート・デ・ニーロ出演の群像劇『ロバート・デ・ニーロのブルーマンハッタン/BLUE MANHATAN2・黄昏のニューヨーク』が、単館上映ながらロングランヒットとなり注目を浴び、第19回ベルリン国際映画祭でも銀熊賞を獲得する。
1970年にはワーナー・ブラザースに招かれ、ハリウッドに移住。南カリフォルニア大学に出入りするようになり、ポール・シュレイダー、ジョン・ミリアス、ジョージ・ルーカス（『スター・ウォーズ エピソード4/新たなる希望』のオープニングクロールの一部をデ・パルマが手伝った）、フランシス・フォード・コッポラ、スティーヴン・スピルバーグ、マーティン・スコセッシらと出会う。マジシャンを目指す男性を描いた喜劇『Get to Know Your Rabbit』（公開は1972年、日本では2021年に『汝のウサギを知れ』の題名でCSテレビで放送）を監督するが、主人公がウサギを切り刻むマジックを披露するという部分にワーナーが難色を示し、製作中にデ・パルマは解雇される。
失意の中、ニューヨークに戻って監督した『悪魔のシスター』『ファントム・オブ・パラダイス』が、映画評論家ポーリン・ケイルらの絶賛を受け、カルトムービーとして認められる。再びハリウッドへ戻って監督した1976年のスティーヴン・キング原作の青春ホラー『キャリー』のヒットにより、一躍、世界中に名が知られるようになる。『キャリー』の成功により、長年の夢であったアルフレッド・ベスターのSF小説『分解された男』の映画化で監督するチャンスを得るが、最終的にこの企画は流れてしまう。1980年、同性愛者に対する連続殺人事件を描いたジェラルド・ウォーカー原作『クルージング』の映画化企画のために書いた脚本をベースに、アルフレッド・ヒッチコックの『サイコ』へのオマージュを捧げた『殺しのドレス』を製作。この映画は強い暴力描写や性描写のため大規模な上映反対運動がおこり、ラジー賞3部門ノミネートなど批評は賛否割れたものの、これらが結果的に映画の宣伝になりスマッシュヒットとなった。
1983年には『暗黒街の顔役』のリメイクであるアル・パチーノ主演作『スカーフェイス』を製作。現在では高い評価を受けている作品だが、当時は酷評されスランプに陥る。この時期には、ドアーズのジム・モリソンの生涯に触発されたストーリーの『Fire』が撮影直前にキャンセルされるという悲劇にも見舞われる。しかし、アル・カポネとエリオット・ネスの闘いを描いたテレビシリーズを映画化した1987年の『アンタッチャブル』がヒットし復活を遂げる。この作品でショーン・コネリーはアカデミー助演男優賞を受賞した。
1990年、トム・ウルフのベストセラー小説の映画化『虚栄のかがり火』が興行的に失敗。それ以降は大味な大作を監督することが増え、1993年の『カリートの道』と1996年のテレビシリーズ『スパイ大作戦』の映画化『ミッション:インポッシブル』を除くとヒットに恵まれなくなる。2000年の火星を舞台にしたSF『ミッション・トゥ・マーズ』が酷評の嵐に見舞われ、ハリウッドから干される。
2007年、イラク戦争で起きた米兵によるイラク人少女レイプ事件を描いた『リダクテッド 真実の価値』を制作し賛否両論を巻き起こした。
2015年にはノア・バームバックとジェイク・パルトローの共同監督による、デ・パルマを題材としたドキュメンタリー映画『デ・パルマ』が公開された。

## 作風・評価
フィルムスクール出身のいわゆるニューハリウッド世代の代表的な映画監督のひとりに数えられるが、一方で作品の出来不出来が激しいと評価されている。さまざまなジャンルの映画を手がけているが、代表作と呼ばれるものの多くはサイコスリラーとアクション映画である。また、デ・パルマ作品の暴力的な内容はしばしば観客や評論家の非難の的となり、論争を繰り広げてきた。
アルフレッド・ヒッチコックに強い影響を受けていることで知られ、作品にはヒッチコック映画を模したシーンが散見される。その他、オーソン・ウェルズ（『Get to Know Your Rabbit』に出演）、ジャン＝リュック・ゴダール、ミケランジェロ・アントニオーニ、アンディ・ウォーホル、メイスルズ兄弟などにも影響を受けている。
分割画面（スプリットスクリーン）や、長回し、スローモーション、目線アングルなどを使用し凝った画作りを行い、デ・パルマカットと呼ばれる独特な映像が注目され、熱狂的なファンがいることでも有名である。
自身が徴兵忌避者であることから反戦映画をいくつか手がけている。デ・パルマの作品において兵士の多くは、少女を強姦する（『カジュアリティーズ』『リダクテッド 真実の価値』）、意味もなくビルを爆破する（『ロバート・デ・ニーロのブルーマンハッタン/BLUE MANHATAN1・哀愁の摩天楼』）など、モラルに欠けた人間として描かれることが多い。
俳優のチャールズ・ダーニング、デニス・フランツ、マイク・スター、グレッグ・ヘンリー、撮影監督のヴィルモス・スィグモンド、スティーヴン・H・ブラム、プロダクション・デザイナーのジャック・フィスク、作曲家のバーナード・ハーマン、ピノ・ドナッジオ、エンニオ・モリコーネとよく組む。
クエンティン・タランティーノが初めて夢中になった監督にデ・パルマの名前をあげている。

## おもな監督作品

### 映画
- Icarus（1960）
- 660124 The Story of an IBM Card（1961）
- Wotons Wake（1962）
- Jennifer（1964）
- Bridge That Gap（1965）
- Show Me a Strong Town and I'll Show You a Strong Bank（1966）
- The Responsive Eye（1966）
- Murder a la Mod（1968）
- ロバート・デ・ニーロのブルーマンハッタン/BLUE MANHATAN2・黄昏のニューヨーク Greetings（1968）
- 御婚礼/ザ・ウェディング・パーティ The Wedding Party（1969）※シンシア・モンローとフィルフォード・リーチと共同監督
- Dionysus（1970）
- ロバート・デ・ニーロのブルーマンハッタン/BLUE MANHATAN1・哀愁の摩天楼 Hi, Mom!（1970）
- 汝のウサギを知れ Get to Know Your Rabbit（1972） - ザ・シネマで2021年放送
- 悪魔のシスター Sisters（1972）
- ファントム・オブ・パラダイス Phantom of the Paradise（1974）
- 愛のメモリー Obsession（1976）
- キャリー Carrie（1976）
- フューリー The Fury（1978）
- 悪夢のファミリー The Home Movies（1978）
- 殺しのドレス Dressed to Kill（1980）
- ミッドナイトクロス Blow Out（1981）
- スカーフェイス Scarface（1983）
- ボディ・ダブル Body Double（1984）
- Wise Guys（1986）
- アンタッチャブル The Untouchables（1987）
- カジュアリティーズ Casualties of War（1989）
- 虚栄のかがり火 The Bonfire of the Vanities（1990）
- レイジング・ケイン Raising Cain（1992）
- カリートの道 Carlito's Way（1993）
- ミッション:インポッシブル Mission: Impossible（1996）
- スネーク・アイズ Snake Eyes（1998）
- ミッション・トゥ・マーズ Mission to Mars（2000）
- ファム・ファタール Femme Fatale（2002）
- ブラック・ダリア The Black Dahlia（2006）
- リダクテッド 真実の価値 Redacted（2007）
- パッション Passion（2012)
- ドミノ 復讐の咆哮 Domino（2019）
- Sweet Vengeance 製作中

### プロモーションビデオ
- ダンシン・イン・ザ・ダーク Dancing In The Dark（1984） - ブルース・スプリングスティーンのアルバム『ボーン・イン・ザ・U.S.A.』収録曲。女優コートニー・コックスを起用している。

## 関連書籍
- ブーズロウ, ローラン 著、今野雄二 訳『デ・パーマ・カット』キネマ旬報社、1989年7月。ISBN 9784873760360。
- 『ブライアン・デ・パルマ―World is yours』三留まゆみ（監修）、洋泉社、2016年12月1日。ISBN 9784862481009。